# Carassioides acuminatus
Carassioides acuminatus är en fiskart som först beskrevs av Richardson, 1846.  Carassioides acuminatus ingår i släktet Carassioides och familjen karpfiskar. IUCN kategoriserar arten globalt som livskraftig. Inga underarter finns listade.